# دانييل غارسيا لارا
دانييل غارسيا (بالإسبانية: Daniel García Lara) (22 ديسمبر 1974 ساردانيولا ديل فاليس إسبانيا) هو لاعب كرة قدم إسباني سابق كان يلعب كمهاجم، شارك في الألعاب الأولمبية الصيفية 1996.

## روابط خارجية
- غارسيا غارسيا على موقع الاتحاد الدولي (مؤرشف)  (الإنجليزية)
- غارسيا غارسيا على موقع الاتحاد الأوربي (الإنجليزية)
- غارسيا غارسيا على موقع قاعدة بيانات كرة القدم.إي يو (الإنجليزية)
- غارسيا غارسيا على موقع ناشيونال فوتبول تيمز (الإنجليزية)
- غارسيا غارسيا على موقع عالم كرة القدم.نت (الإنجليزية)
- غارسيا غارسيا على موقع أوليمبيديا (الإنجليزية)